# Radu Voina
Radu Voina (* 29. Juli 1950 in Sighișoara) ist ein ehemaliger rumänischer Handballspieler (Rückraumspieler) und derzeitiger Handballtrainer.

## Zeit als Spieler
Radu Voina gewann bei den Olympischen Sommerspielen in München 1972 mit dem rumänischen Team die Bronzemedaille (4 Tore), bei den Olympischen Sommerspielen in Montréal 1976 die Silbermedaille (5 Tore) und bei den Olympischen Sommerspielen in Moskau 1980 erneut die Bronzemedaille (4 Tore). 1974 wurde er mit der rumänischen Mannschaft Weltmeister in der DDR. Er bestritt insgesamt 243 Länderspiele.
Mit Steaua Bukarest gewann er 15 Meisterschaften und drei nationale Pokale. 1976/77 siegte er im Europapokal der Landesmeister.

## Zeit als Trainer
Als Trainer hat Voina u. a. RC Straßburg, Steaua Bukarest und die rumänische Männer-Nationalmannschaft betreut. Seit 2008 betreut er die rumänische Frauen-Nationalmannschaft. Am 8. März 2011 löste er die Dänin Anja Andersen als Trainer des Frauenteams CS Oltchim Râmnicu Vâlcea ab. Im Sommer 2012 endete seine Tätigkeit bei CS Oltchim Râmnicu Vâlcea.

## Auszeichnungen
- Seit 1974 ist er Verdienter Meister des Sports
- Seit 1992 ist er Verdienter Trainer.[4]
- Die Sporthalle in seiner Heimatstadt ist nach ihm benannt.